# Fort Minor
Fort Minor es un proyecto secundario de Hip Hop y Rap formado únicamente por Mike Shinoda, conocido como el rapero, productor  y uno de los componentes más importante de la banda de Nu Metal: Linkin Park. 
Su primer y único álbum, The Rising Tied, fue lanzado en el mes de noviembre de 2005, supuso un gran éxito en varios países tanto de América como de Asia y Europa. Sus primeros sencillos fueron Petrified y Remember The Name, los cuales fueron distribuidos gratis por Internet a través de su web, para que la gente viera el carácter de Fort Minor. Su primer sencillo después de sacar The Rising Tied, fue Believe Me el cual fue utilizado como sintonía para Canal +. Su segundo sencillo llamado Right Now, no consiguió mucho éxito fuera de los Estados Unidos, sin embargo su tercer sencillo, Where'd You Go, destacó especialmente.

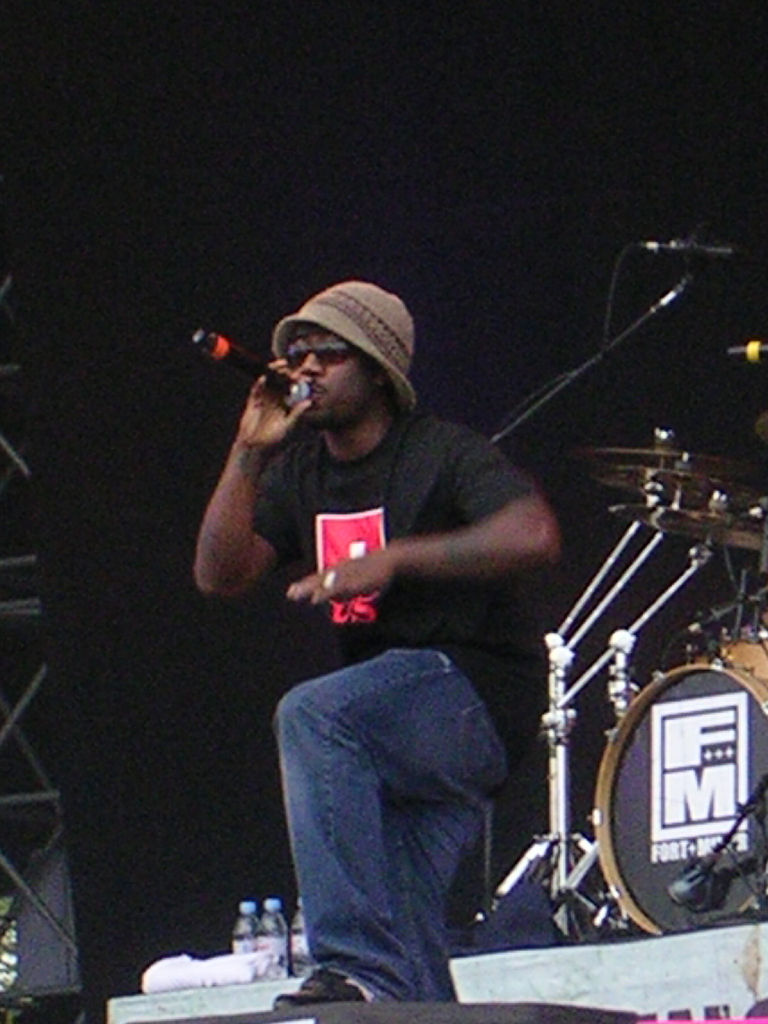
Takbir Bashir cantando en vivo con Fort Minor

En el mes de agosto de 2006 se presentó con un gran éxito en el Summer Sonic '06 en Japón, junto a su banda, Linkin Park, desmintiendo así mucho de los rumores de separación de la banda, sin embargo, era evidente que no se iban a separar, sobre todo al ver como componentes de Linkin Park, como Brad Delson y Mr. Hahn colaboraron en el disco de Mike Shinoda, además se supo que el proyecto Fort Minor se estaba planificando desde el 2004, año en el que la banda editó dos discos "Live In Texas" y "Collision Course" en colaboración con el rapero Jay-Z. De este disco consiguieron un Grammy a la mejor colaboración Rock/Rap por su canción Numb/Encore y lo culminaron con una excelente actuación con Sir Paul del grupo legendario de The Beatles; en la que mezclaron la canción Yesterday con Numb/Encore. En definitiva Fort Minor no ha separado a la banda, sino que la ha unido más y abierto a nuevos estilos de música. Para Mike Shinoda ha sido una gran experiencia el tener dos bandas; también hacer hincapié en la cantidad de artistas que han colaborado con Mike Shinoda, de la talla de Jay-Z o Styles of Beyond, pero también otros muchos que han logrado hacerse un hueco en el mundo musical gracias a Fort Minor.
En noviembre del 2006 Mike Shinoda dijo que Fort Minor entraba en una pausa por su dedicación a Linkin Park.

## Miembro
- Mike Shinoda: Vocalista y Productor principal. También siendo el vocalista, pianista, guitarrista rítmico y productor de Linkin Park

## Discografía

### Álbumes de Estudio
- The Rising Tied - (2005)

### EPs
- Fort Minor: We Major EP - (2005)
- Fort Minor Militia - (2006)
- Evolution of Mike Shinoda - (2023)

### Mixtapes
- Sampler Mixtape - (2005)
- We Major - (2005)

### Misc.
- Instrumental Album: The Rising Tied - (2005)

### Sencillos
- «Petrified» (2005)
- «Believe Me» (Ft. Bobo & Styles of Beyond) (2005)
- «Remember The Name» (Ft. Styles of Beyond) (2006)
- «Where'd You Go» (Ft. Holly Brook & Jonah Matranga) (2006)
- «S.C.O.M» (2006)
- «Dolla» (2006)
- «Get It» (2006)
- «Spraypaint & Ink Pens» (2006)
- "Welcome" (2015)